# Pfarrkirche Obsteig

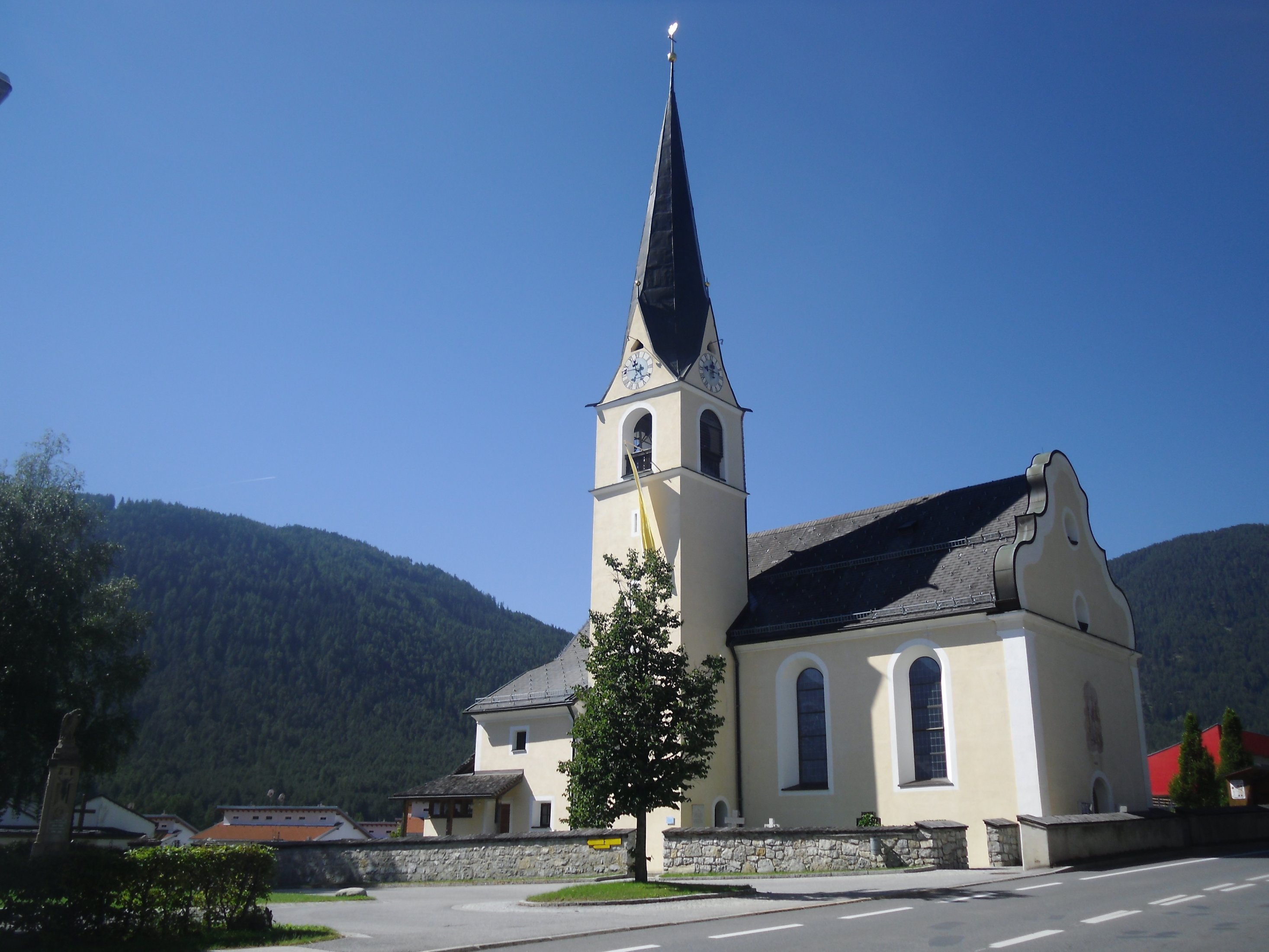
Kath. Pfarrkirche hl. Josef in Unterstrass in Obsteig

Die römisch-katholische Pfarrkirche Obsteig steht im Ort Unterstrass in der Gemeinde Obsteig im Bezirk Imst in Tirol. Die Pfarrkirche hl. Josef gehört zum Dekanat Silz in der Diözese Innsbruck. Die Kirche und der Friedhof stehen unter Denkmalschutz.

## Geschichte
Der schlichte barocke Kirchenbau wurde urkundlich 1765 erbaut. Der Turm wurde in der Mitte des 19. Jahrhunderts erbaut. Die Kirche wurde 1891 zur Pfarrkirche erhoben. 1974/75 erfolgte eine Renovierung.

## Architektur
Das dreijochige Langhaus und der Chor mit einem Fünfachtelschluss hat Rundbogenfenster und ist außen und innen mit flachen Pilastern gegliedert. Der Turm hat rundbogige Schallfenster, geknickte Giebel und einen Spitzhelm. Die Sakristei ist zweigeschoßig. Die Westfassade hat einen geschweiften Knickgiebel über einem Gesims. Über dem Rundbogenportal ist ein barockes Fresko hl. Josef um 1770. Das Kircheninnere hat ein Tonnengewölbe mit Stichkappen. Der rundbogige Triumphbogen ist eingezogen. Die Westempore ist aus Holz.

## Ausstattung
Zur Gänze wurde die Freskenausstattung den Händen Wolfram Köberls anvertraut, die er 1981 ausführte.
Im runden Chorfresko erscheint ein Engel dem schlafenden hl. Josef und weist auf Maria als leuchtende Gestalt mit zwölf Sternen um das Haupt. Auf der Querzarge des Tisches ist das Werk datiert („1981“). In den Stichkappen erkennt man eine Palme und eine Zeder (Psalm 92,13), Putten mit einer Schriftrolle („ER/WIRD/SEIN/VOLK/ERLÖSEN Mt. 1.21“) bzw. einem Winkeleisen.
Thema des Hauptfreskos ist der Moment, in dem die Eltern den verloren geglaubten Zwölfjährigen inmitten der von staunenden Schriftgelehrten im Tempel wiederfinden. Die Szene findet in einem Kuppelraum statt, in dessen Öffnung Gott Vater erscheint.
Im Chorbogen hält der auf einer Wolkenbank ruhende Evangelist Johannes ein aufgeschlagenes Buch mit der Inschrift „WIR/HABEN/DEN/MESSIAS/GEFUNDEN JO 2.41“ in Händen und sein Attribut, der Adler ist zum Tiroler Landeswappen mutiert.
Ihm gegenüber erkennen wir den Evangelisten Markus mit dem Löwen, der furchterregend sein Maul aufreißt. Markus präsentiert eine geöffnete Schriftrolle mit dem Zitat „ALLE/SUCHEN/DICH MC 1.37“. Evangelienseitig sitzt der Evangelist Lukas auf einem geflügelten Stier und wendet dem Betrachter den Rücken zu. Köberl greift hier deutlich erkennbar den Stil von Martin Knoller auf! Lukas „malt“ „WIR/HABEN/DICH/MIT/SCHMERZEN/GESUCHT LC 2.48“ auf eine Leinwand.
Epistelseitig schlussendlich der Evangelist Matthäus mit dem Schriftzitat „SEHT/ICH/BIN/BEI/EUCH MT 28,20“. Hinter ihm sein Attribut der Engel mit gefalteten Händen.
Über der Orgel erscheint eine Rollkartusche mit der Inschrift „AUS/DEM/HAUSE/DAVID  LC 1,27“. Ein lachender Putto präsentiert die Symbole Krone und Harfe, die für König David stehen.

## Einrichtung
Die Altäre um 1770 tragen Statuen von Martin Falbesoner.
Der Hochaltar zeigt das Hochaltarbild hl. Josef als Fürbitter, gemalt von Franz Anton Zeiller, trägt die seitlichen Statuen Joachim und Anna von Martin Falbesoner (1773) und im Auszug die Figuren Johannes Evangelist, Andreas und Gottvater. Der Tabernakel aus dem Ende des 18. Jahrhunderts hat Reliefs Abendmahl und Pfingstfest.
Der linke Seitenaltar zeigt das Bild hl. Aloysius vor Maria, trägt die seitlichen Statuen Simon und Jakobus und im Auszug eine weibliche Heilige und Elisabeth. Der rechte Seitenaltar zeigt das Bild hl. Isidor mit den Statuen Franziskus und Antonius und im Auszug Katharina und Barbara. Auf der Mensa ist ein Bild Herz Jesu um 1800.
Die Kanzel entstand um 1770. Eine Konsolstatue hl. Josef schuf Hermann Rieser (1949). Einen Figurenschrein mit der Statue Maria Immaculata schuf Josef Bachlechner der Ältere (1903). Schutzengel im vierten Viertel des 18. Jahrhunderts schuf Martin Falbesoner.
Die Kreuzwegstationen gestaltete ebenfalls Wolfram Köberl in den Jahren 1997/98.
Die Orgel baute Johann Georg Gröber (1848). Es gibt eine Glocke von 1793.